# Зименки (Московская область)
Зименки́ — деревня в Шатурском муниципальном районе Московской области, в составе сельского поселения Пышлицкое. Расположена в юго-восточной части Московской области в 3,5 км к юго-западу от озера Святого. Население — 38 чел. (2013). Деревня известна с 1628 года. Входит в культурно-историческую местность Ялмать.

## Название
В письменных источниках деревня упоминается как Зименки. На межевой карте Рязанской губернии 1850 года обозначена как Зименка.
В основе названия деревни лежит корень зим-. Предполагается, что термин зименка по аналогии с однокоренными зимница, зимовник и зимовье означает «место, где живут или останавливаются зимой». Возможно, что здесь останавливались охотники или перекупщики рыбы.

## Физико-географическая характеристика

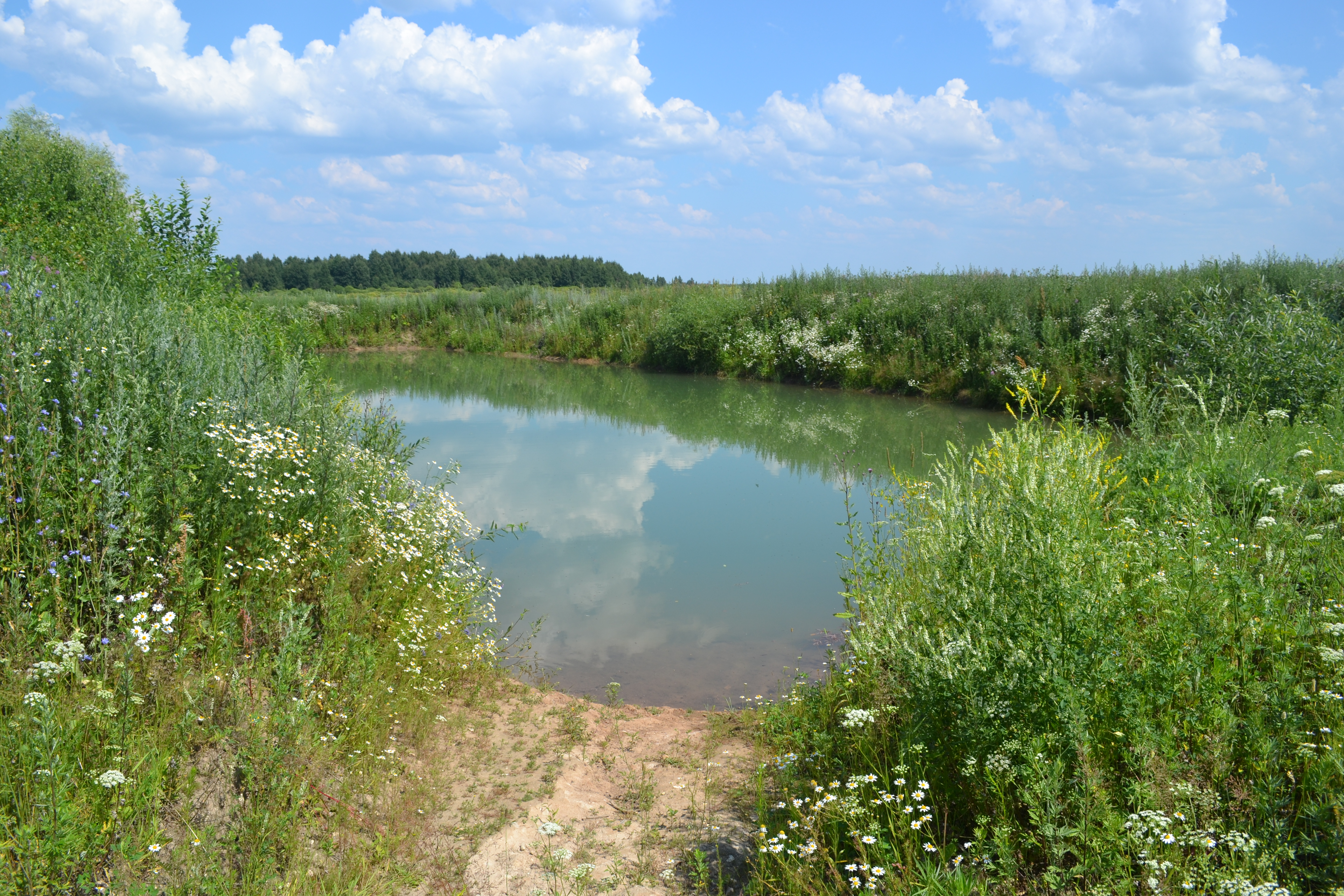
Пруд в деревне Зименки

Деревня расположена в пределах Мещёрской низменности, относящейся к Восточно-Европейской равнине, на высоте 120 м над уровнем моря. Рельеф местности равнинный. Со всех сторон деревня, как и большинство соседних селений, окружена полями. С северо-западной стороны деревни находится место под названием Глинище, где раньше брали глину. В 3,5 км к северо-востоку от деревни расположено озеро Святое, исток реки Пры.
По автомобильной дороге расстояние до МКАД составляет около 172 км, до районного центра, города Шатуры, — 57 км, до ближайшего города Спас-Клепики Рязанской области — 27 км, до границы с Рязанской областью — 11 км. Ближайший населённый пункт — деревня Якушевичи, расположенная в 500 м к северо-западу от Зименков.
Деревня находится в зоне умеренно континентального климата с относительно холодной зимой и умеренно тёплым, а иногда и жарким, летом. В окрестностях деревни распространены торфянисто- и торфяно-подзолистые и торфяно-болотные почвы с преобладанием суглинков и глин.
В деревне, как и на всей территории Московской области, действует московское время.

## История

### С XVII века до 1861 года
В XVII веке деревня Зименки входила в Шеинскую кромину волости Муромское сельцо Владимирского уезда Замосковного края Московского царства. Первым известным владельцем деревни был Яков Рупосов. В 7136 (1627/1628) году поместье получил Степан Ефимьевич Лутовинин (прозвище Третьяк). В писцовой книге Владимирского уезда 1637—1648 гг. Зименки описывается как деревня на суходоле с шестью дворами, один из которых был помещика, при деревне имелись пахотные земли среднего качества и сенокосные угодья:

В Шеинской кромине сельцо, что была деревня Зименки на суходоле. А в нём двор его помещиков. Двор деловой человека Микулька Федоров. Двор крестьянин Олешка Кузьмин да брат его Ларка, да брат же их двоюродный Васка Трофимов сын Суботин, у Олешки дети Ондрюшко да Евстратко, у Ларки дети Васка да Степашко, у Васки дети Савка да Омелька. Да бобылей двор Петрушка Степанов да брат его Панка, у Петрушки дети Максимко да Федка, да племянники Антошка да Пронка Софроновы. Двор Ивашко Яковлев да брат его Олешка, да племянник его Федка Дмитриев сын Минин. Двор пуст бобыля Власка Иванова сына Мулина, бежал во 145 году. Пашни паханые середние земли двадцать четыре четверти, да лесом поросло в Тачищном, а Гридинская тож, и отхожие пашни Барулинские шесть четвертей в поле, а в дву по тому ж; сена около поль и на Глухом болоте, во Елуковской заводи сорок копен
После смерти Степана Лутовинина его поместье унаследовали его дети Давыд, Артемий и Прокофий.

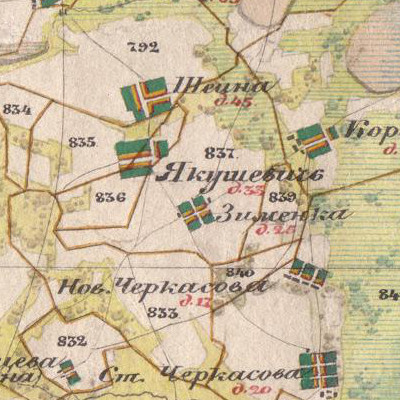
Деревня Зименки на карте 1850 года

В результате губернской реформы 1708 года деревня оказалась в составе Московской губернии. После образования в 1719 году провинций деревня вошла во Владимирскую провинцию, а с 1727 года — во вновь восстановленный Владимирский уезд.
В 1778 году образовано Рязанское наместничество (с 1796 года — губерния). Впоследствии вплоть до начала XX века Зименки входили в Егорьевский уезд Рязанской губернии.
В Экономических примечаниях к планам Генерального межевания, работа над которыми проводилась в 1771—1781 гг., деревня описана следующим образом:

Деревня Зименки Марфы Ивановой дочери Загряжской (19 дворов, 58 мужчин, 63 женщины). На суходоле, земля иловатая, хлеб и покосы средственны, крестьяне на оброке
В последней четверти XVIII века деревня принадлежала секунд-майору Петру Александровичу Загряжскому, с 1797 года — секунд-майору Фоме Васильевичу Мальцеву. В 1812 году деревней владел Фома Васильевич Мальцев.
В Отечественной войне 1812 года погиб житель деревни — ополченец Данилов Прокофий Петрович, 18 лет.
По данным X ревизии 1858 года, деревня принадлежала губернской секретарше Татьяне Алексеевне Муромцевой. По сведениям 1859 года Зименки — владельческая деревня 1-го стана Егорьевского уезда по левую сторону Касимовского тракта, при колодцах. На момент отмены крепостного права владелицей деревни была помещица Муромцева.

### 1861—1917
После реформы 1861 года из крестьян деревни было образовано одно сельское общество, которое вошло в состав Лекинской волости.
В 1873 году сгорела вся деревня, в числе 44 дворов.
В 1885 году был собран статистический материал об экономическом положении селений и общин Егорьевского уезда. В деревне было общинное землевладение. Земля была поделена по ревизским душам. Каждые 5-6 лет происходили переделы пашни. Луга делились ежегодно. В общине не было леса, поэтому крестьянам приходилось покупать дрова для отопления. Надельная земля состояла из 4-х участков, отделённых один от другого чужими владениями: первый участок находился при самой деревне, второй — за 4 версты, при деревне Коренец, третий — за 7 вёрст, при деревне Савинской, четвёртый — за 8 вёрст, при деревне Тельме. Пашня была разделена на 40 участков. Длина душевых полос от 4 до 100 сажень, а ширина 2 аршина. Земли не хватало, и 38 домохозяев арендовали 102,5 десятины луга за 561 рубль, от 5 до 6 рублей за десятину.
Почвы были супесчаные с примесью ила и суглинистые. Пашни ровные. Луга полевые суходольные, были и кочковатые. Прогоны были неудобные. В деревне было 2 небольших пруда и почти у каждого двора колодцы с хорошей и постоянной водой. Своего хлеба не хватало, поэтому его покупали в селе Спас-Клепиках. Сажали рожь, овёс, гречиху и картофель. У крестьян было 33 лошади, 90 коров, 233 овцы, 80 свиней, плодовых деревьев не было, пчёл не держали. Избы строили деревянные, крыли деревом и железом, топили по-белому.
Деревня входила в приход села Шеино (Казанское). Ближайшая школа находилась в селе Шеино и в деревне Леке. Главным местным промыслом среди женщин было вязание сетей для рыбной ловли. Мужчины в большинстве занимались отхожими промыслами. На заработки уходили 80 плотников преимущественно в Зуево (ныне часть города Орехово-Зуево), а также в Москву, Владимирскую губернию и другие места.
По данным 1905 года основным отхожим промыслом в деревне оставалось плотничество. Ближайшее почтовое отделение и земская лечебница находились в селе Архангельском.

### 1917—1991

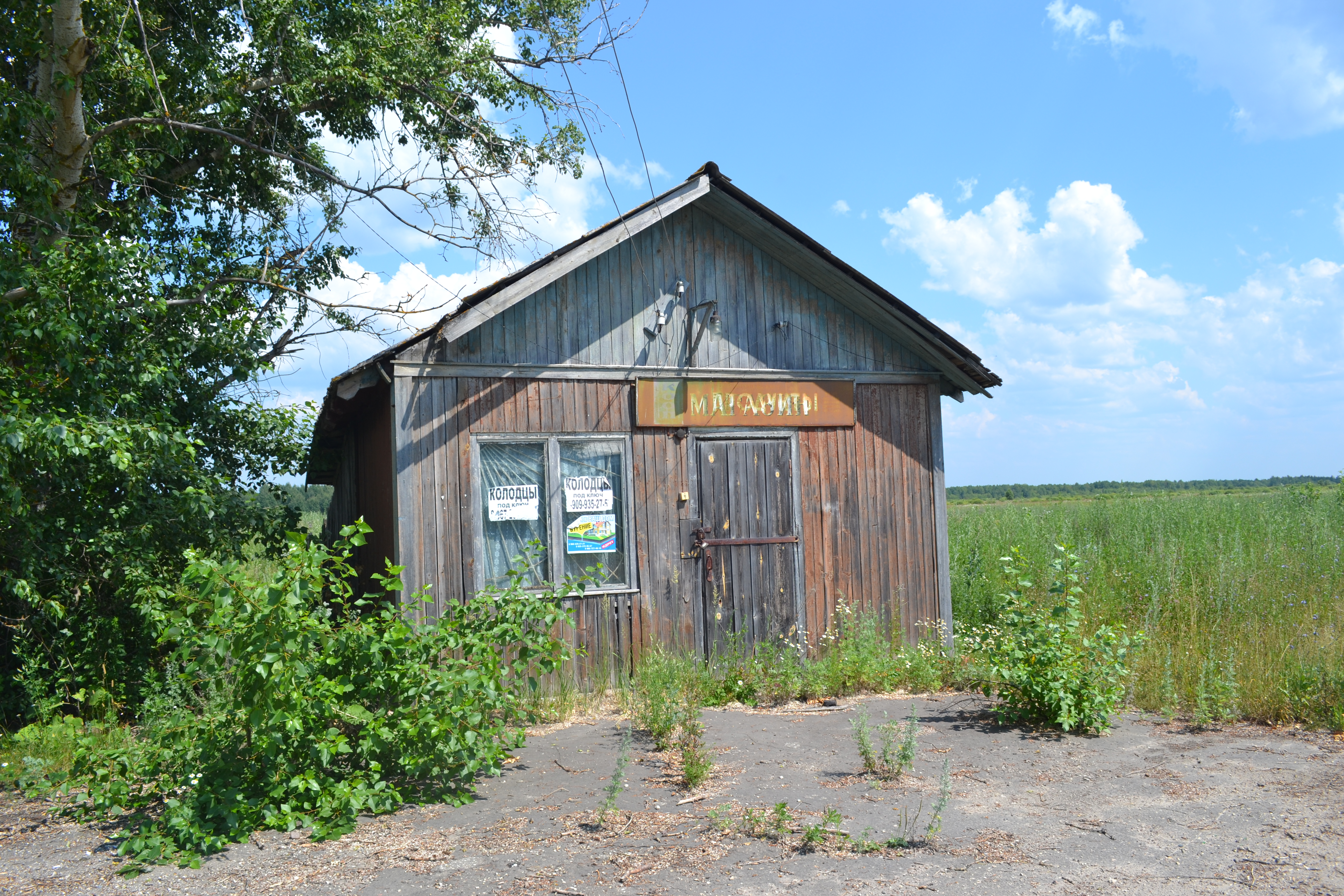
Здание бывшего магазина в деревне

В 1919 году деревня Зименки в составе Лекинской волости была передана из Егорьевского уезда во вновь образованный Спас-Клепиковский район Рязанской губернии. В 1921 году Спас-Клепиковский район был преобразован в Спас-Клепиковский уезд, который в 1924 году был упразднён. После упразднения Спас-Клепиковского уезда деревня передана в Рязанский уезд Рязанской губернии. В 1925 году произошло укрупнение волостей, в результате которого деревня оказалась в укрупнённой Архангельской волости. В ходе реформы административно-территориального деления СССР в 1929 году деревня вошла в состав Дмитровского района Орехово-Зуевского округа Московской области. В 1930 году округа были упразднены, а Дмитровский район переименован в Коробовский.
В 1930 году деревня Зименки входила в Зименковский сельсовет Коробовского района Московской области.
В 1931 году в деревне был организован колхоз им. 1 Мая, впоследствии «Путь к коммунизму». Известные председатели колхоза: Ерёмин (1932 год), Клюшкина (1934 год), Андронов (с апреля 1934 года), Мазалин (ноябрь 1934—1935 гг.), Дубина (1940 год), Колобов (1942 год), Балакина (1946 год), Кутырёв И. (1948—1950 гг.).
В 1930—1960-х гг. дети из деревни Зименки посещали семилетнюю (позже — восьмилетнюю) школу в Якушевичах.
В конце 1930-х годов жертвой политических репрессий стал один житель деревни — Круглов Андрей Никитович.
Во время Великой Отечественной войны в армию были призваны 40 жителей деревни. Из них 9 человек погибли, 16 пропали без вести. Девять уроженцев деревни были награждены боевыми орденами и медалями:
- Брызгалов Алексей Михайлович (1924 г.р.) — призван в 1942 году, демобилизован в 1948 году в звании старшего сержанта, был награждён медалью «За победу над Японией»;
- Брызгалов Василий Григорьевич (1925 г.р.) — призван в 1943 году, служил в 1642-м артиллерийском истребительном противотанковом полку, демобилизован в 1948 году в звании гвардии сержанта, был награждён орденом Красной Звезды, орденом Отечественной войны II степени, орденом Славы III степени, медалями «За боевые заслуги», «За освобождение Праги» и «За победу над Германией»;
- Брызгалов Иван Михайлович (1921 г.р.) — призван в 1941 году, служил в 254-м Краснознамённом зенитно-артиллерийском полку ПВО, демобилизован в 1946 году в звании сержанта, был награждён орденом Отечественной войны II степени и медалью «За победу над Германией»;
- Гуров Сергей Михайлович (1926 г.р.) — призван в 1943 году, служил в 140-м стрелковом полку 47-й гвардейской стрелковой дивизии, демобилизован в звании гвардии сержанта, был награждён орденом Славы III степени, медалями «За боевые заслуги» и «За победу над Германией»;
- Ерёмин Александр Филиппович (1924 г.р.) — служил в 20-й гвардейской миномётной бригаде, демобилизован в 1947 году в звании гвардии ефрейтора, был награждён орденом Отечественной войны II степени, орденом Красного Знамени, медалями «За отвагу», «За взятие Берлина», «За победу над Германией» и «За победу над Японией»;
- Кошелева (Балакина) Анна Ивановна (1925 г.р.) — призвана в 1944 году, служила в звании рядовой в 59-м отдельном полку связи, демобилизована в 1945 году, была награждена орденом Отечественной войны II степени и медалью «За победу над Германией»;
- Кошелев Дмитрий Михайлович (1926 г.р.) — призван в 1943 году, демобилизован в 1945 году, был награждён медалями «За освобождение Варшавы», «За взятие Берлина» и «За победу над Германией»;
- Кошелев Николай Иванович (1924 г.р.) — призван в 1942 году, служил в 1407-м зенитно-артиллерийском полку, демобилизован в 1947 году в звании гвардии сержанта, был награждён орденом Отечественной войны II степени, медалями «За победу над Германией» и «За оборону Советского Заполярья»;
- Кутырев Алексей Михайлович (1926 г.р.) — призван в 1943 году, служил в 74-м гвардейском стрелковом полку, демобилизован по ранению в 1944 году в звании гвардии сержанта, был награждён орденом Отечественной войны II степени, медалями «За боевые заслуги» и «За победу над Германией»;
- Сазонов Николай Яковлевич (1927 г.р.) — призван в 1944 году, служил в 72-м стрелковом полку, демобилизован в 1951 году в звании сержанта, был награждён орденом Отечественной войны II степени, орденом Славы III степени и медалью «За победу над Германией»[29].

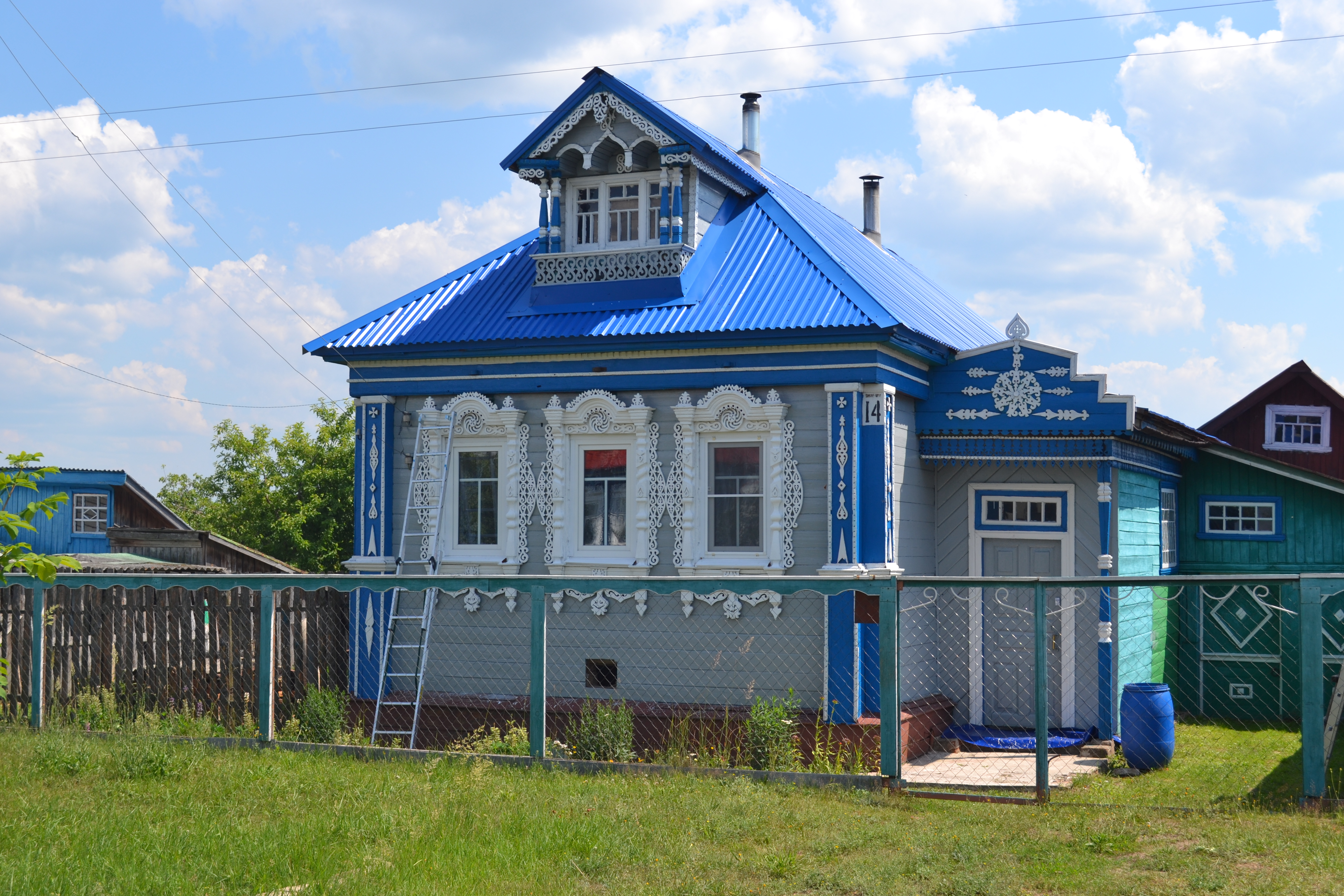
Дом в деревне

В 1951 году было произведено укрупнение колхозов, в результате которого в зименковский колхоз «Путь к коммунизму» вошли ещё четыре деревни — Коренец, Перхурово, Шеино и Якушевичи. Председателями укрупнённого колхоза были: Рыков И., Кутырёв (1951 год), Мятин (1953 год), Самойлов (1956 год), Цветков Н. А..
В 1954 году деревня была передана из упразднённого Зименковского сельсовета в Лекинский сельсовет.
3 июня 1959 года Коробовский район был упразднён, Лекинский сельсовет передан Шатурскому району.
В 1960 году был создан совхоз «Пышлицкий», в который вошли все соседние деревни, в том числе Шеино.
С конца 1962 года по начало 1965 года Зименки входило в Егорьевский укрупнённый сельский район, созданный в ходе неудавшейся реформы административно-территориального деления, после чего деревня в составе Лекинского сельсовета вновь передана в Шатурский район.

### С 1991 года
В 1994 году в соответствии с новым положением о местном самоуправлении в Московской области Лекинский сельсовет был преобразован в Лекинский сельский округ. В 2004 году Лекинский сельский округ был упразднён, а его территория включена в Пышлицкий сельский округ. В 2005 году образовано Пышлицкое сельское поселение, в которое вошла деревня Зименки.

## Население
| 1790 | 1812 | 1859 | 1868 | 1885 | 1905 | 1970 |
| ---- | ---- | ---- | ---- | ---- | ---- | ---- |
| 121  | ↗248 | ↘247 | ↗274 | ↗286 | ↗355 | ↘109 |
| 1993 | 2002 | 2006 | 2010 | 2011 | 2013 |      |
| ↘70  | ↘53  | ↘47  | ↘42  | ↘41  | ↘38  |      |

Первые сведения о жителях деревни встречаются в писцовой книге Владимирского уезда 1637—1648 гг., в которой учитывалось только податное мужское население (крестьяне и бобыли). В деревне Зименки было шесть дворов, в которых проживало 19 мужчин.
В переписях за 1790, 1812, 1858 (X ревизия), 1859 и 1868 годы учитывались только крестьяне. Число дворов и жителей: в 1790 году — 19 дворов, 58 муж., 63 жен.; в 1812—248 чел.; в 1850 году — 25 дворов; в 1859 году — 36 дворов, 114 муж., 133 жен.; в 1868 году — 40 дворов, 133 муж., 141 жен.
В 1885 году был сделан более широкий статистический обзор. В деревне проживало 286 крестьян (51 двор, 141 муж., 145 жен.), из 47 домохозяев трое не имели своего двора, а у семерых было две и более избы. На 1885 год грамотность среди крестьян деревни составляла 10 % (29 человек из 286), также 2 мальчика посещали школу.
В 1905 году в деревне проживало 355 человек (53 двора, 184 муж., 171 жен.). Со второй половины XX века численность жителей деревни постепенно уменьшалась: в 1970 году — 70 дворов, 109 чел.; в 1993 году — 52 дворов, 70 чел.; в 2002 году — 53 чел. (24 муж., 29 жен.).
По результатам переписи населения 2010 года в деревне проживало 42 человека (21 муж., 21 жен.), из которых трудоспособного возраста — 19 человек, старше трудоспособного — 22 человека, моложе трудоспособного — 1 человек.
Жители деревни по национальности в основном русские (по переписи 2002 года — 79 %).
Деревня входила в область распространения Лекинского говора, описанного академиком А. А. Шахматовым в 1914 году.

## Социальная инфраструктура
Ближайший магазин, сельский клуб и библиотека расположены в деревне Шеино. Медицинское обслуживание жителей деревни обеспечивают фельдшерско-акушерский пункт в Шеино, Пышлицкая амбулатория, Коробовская участковая больница и Шатурская центральная районная больница. Ближайшее отделение скорой медицинской помощи расположено в Дмитровском Погосте. Среднее образование жители деревни получают в Пышлицкой средней общеобразовательной школе.
Пожарную безопасность в деревне обеспечивают пожарные части № 275 (пожарные посты в селе Дмитровский Погост и деревне Евлево) и № 295 (пожарные посты в посёлке санатория «Озеро Белое» и селе Пышлицы).
Деревня электрифицирована, но не газифицирована. Центральное водоснабжение отсутствует, потребность в пресной воде обеспечивается общественными и частными колодцами.
Для захоронения умерших жители деревни, как правило, используют кладбище, расположенное около деревни Погостище. До середины XX века рядом с кладбищем находилась Казанская церковь, в состав прихода которой входила деревня Зименки.

## Транспорт и связь
Рядом с деревней проходит асфальтированная автомобильная дорога общего пользования Дубасово-Пятница-Пестовская, на которой имеется остановочный пункт маршрутных автобусов «Зименки». Деревня связана автобусным сообщением с районным центром — городом Шатурой и станцией Кривандино (маршрут № 27), селом Дмитровский Погост и деревней Гришакино (маршрут № 40), а также с городом Москвой (маршрут № 327, «Перхурово — Москва (м. Выхино)»). Ближайшая железнодорожная станция Кривандино Казанского направления находится в 47 км по автомобильной дороге.
В деревне доступна сотовая связь (2G и 3G), обеспечиваемая операторами «Билайн», «МегаФон» и «МТС». Ближайшее отделение почтовой связи, обслуживающее жителей деревни, находится в селе Пышлицы.